# Salzkotten
Salzkotten est une ville d'Allemagne, située à l'est du land de Rhénanie-du-Nord-Westphalie dans l'arrondissement de Paderborn.
Salzkotten a des limites - commençant au nord dans le sens des aiguilles d'une montre - avec Delbrück, Paderborn, Borchen, Bad Wünnenberg et Büren (Westphalie) (arrondissement de Paderborn), Geseke et Lippstadt (arrondissement de Soest).
Selon les statuts principaux (Hauptsatzung) de la ville, Salzkotten se compose de dix quartiers :
Mantinghausen, Niederntudorf, Oberntudorf, Salzkotten, Scharmede, Schwelle (composé de Holsen, Holser Heide, Schwelle et Winkhausen), Thüle, Upsprunge, Verlar et Verne (composé de Verne, Klein-Verne et Enkhausen).
La ville de Salzkotten a été créée le 1er janvier 1975 par la loi du 5 novembre 1974 en fusionnant la plupart des communes de l'ancien canton de Salzkotten-Boke : Mantinghausen, Niederntudorf, Oberntudorf, la ville de Salzkotten, Scharmede, Schwelle, Thüle, Upsprunge, Verlar et Verne.
En même temps, la ville de Delbrück annexa les anciennes communes d'Anreppen, Bentfeld et Boke, et la ville de Lippstadt (arr. de Soest) annexa les anciennes communes de Garfeln, Hörste et Rebbeke du canton.
La ville de Salzkotten est jumelée avec :
- Belleville (Rhône, France) depuis 1991 ;
- Brüssow (Brandebourg) depuis 1993 ;
- Seefeld (Tyrol, Autriche) depuis 1997.

Scharmede, un des quartiers de Salzkotten, est jumelé avec :
- Cerisy-la-Forêt (Manche, France) depuis 1973.

Verlar, un autre des quartiers de Salzkotten, est jumelé avec :
- Cartigny-l'Épinay (Calvados, France) depuis 1982.

## Personnalités liées à la ville
- Felix von Merveldt (1862-1926), homme politique né à Salzkotten.
- Franz-Joseph Schulze (1918-2005), militaire né à Salzkotten.
- Toni Schröder (1932-2011), homme politique né et mort à Salzkotten.
- Laurenz Meyer (1948-), homme politique né à Salzkotten.